# San Ramón de la Nueva Orán
San Ramón de la Nueva Orán, meglio conosciuta come Orán, è una cittadina dell'estremo nord dell'Argentina, situata nella provincia di Salta. È il capoluogo del dipartimento di Orán ed è la seconda città della provincia per numero di abitanti.

## Geografia
San Ramón de la Nueva Orán sorge nella valle del fiume Bermejo, nella parte nord-est della provincia di Salta, ad una cinquantina di chilometri dalla frontiera boliviana. La città è situata a 267 km a nord-est dal capoluogo provinciale Salta.

## Storia
La città fu fondata il 31 agosto 1794, giorno di san Raimondo Nonnato, dal governatore spagnolo di Salta Ramón García de León y Pizarro, nativo della città di Orano, nell'odierna Algeria.

## Società

### Religione
La città è sede della diocesi di Orán, istituita il 10 aprile 1961 e suffraganea dell'arcidiocesi di Salta.

## Cultura

### Istruzione

#### Università
In città hanno sede alcune facoltà dell'Università Nazionale di Salta.

## Infrastrutture e trasporti
San Ramón de la Nueva Orán sorge lungo la strada nazionale 50, che unisce il valico di frontiera di Aguas Blancas-Bermejo con la strada nazionale 34.